# 潘振武
潘振武（1908年4月26日—1988年9月22日），湖南常德县人，原名潘人安:44，中国人民解放军开国少将。
他参加过北伐、苏区反“围剿”、长征、抗日战争和第二次国共内战。当过骑兵团团长，从事宣传、政治、后勤等多项工作。中华人民共和国成立后，担任过驻苏联武官。荣获过二级八一勋章、一级独立自由勋章、一级解放勋章。

## 生平
出生于一个农民家庭。读了五年私塾后，十三岁考入全县第一高等小学堂。在学校里受五四新文化运动的影响，参加了爱国主义青年团。1926年春，湘军内乱爆发，潘人安到北伐军招兵处，报名从军。在团部当了一名传令兵。不久，常德成立了农民协会，潘人安回到老家，经选举当选为区农协宣传委员。农民起义失败后，遭悬赏五百银圆通缉。潘人安不得不远走他乡，改名为“振武”，取投身武装重振革命之意:44。
1930年7月，潘振武在江西赣江参加了红军部队。1930年10月，加入中国共产党。参加了文艺宣传队，很快成为文娱积极分子。1933年春天，潘振武所在的红一军团文艺宣传队正式更名为“战士剧社”。1934年10月，长征开始时任红一军团直属队俱乐部主任的潘振武率领战士剧社，担负起长征途中的宣传鼓动任务:44。在路边用布支起棚子，插上红旗，打竹板、喊口号，为行军的战士们表演自编的快板词和花鼓词。还在长征途中向当地百姓做宣传发动工作，鼓励他们参加红军。
1935年8月，红一方面军和红星纵队过草地。成立收容队，潘振武担任队长:44。后来红一军团政治部副主任罗荣桓对潘振武说：“决定调你到政治部，担任文化娱乐科科长。长征途中，宣传鼓动工作起了很大的作用，过草地你们又收容了那么多伤员。你们一定要把战士剧社的旗帜重新打起来，要把宣传工作搞好!” 
1936年元旦是中央红军到达陕北后迎来的第一个新年，举办了一场热闹的军民联欢会。时任师政治部俱乐部主任的潘振武，选了两首歌颂长征的歌曲《长征胜利歌》和《长征小调》，让战士剧社的队员们演唱:44。瓦窑堡会议后，为了争取东北军，调潘振武担任红一军团政治部抗日战线部部长，争取东北军下层官兵。潘振武带领队员们在东北军进驻的要道口，用松枝扎起巨大的牌坊，左边挂上“不打敌人打朋友”，右边挂上“痴把他乡当故乡”，横幅是“山海关”。还组织宣传队员们唱《流亡三部曲》。
1936年6月，红一军团骑兵团团长刘云彪入红军大学学习，组织上为了加强对骑兵团的领导，调潘振武担任骑兵团团长兼政委。七七事变后，潘振武到河北曲阳县担任县长，之后调任山东峄县县长，后又被任命为八路军鲁南军区政治部主任。1941年1月，潘振武奉命回到延安，进入军政学院学习。1942年，又转入中央党校学习。 
抗战胜利后，组织了财经部门的干部百余人从延安出发，经过山西的晋西北、张家口到热河承德。留在了冀热辽军区任敌军工作部部长兼秘书长，负责国军的统战和策反任务。1949年，潘振武又被任命为四野后勤部副政委，驻防武汉:45。
中华人民共和国成立后，任中南军区后勤部副政委兼政治部主任:45。1955年9月，被授予少将军衔。1956年3月，潘振武调到广州军区后勤部任政委。1959年2月，出任驻苏联大使馆武官。1963年2月回国。然后再军委外事局工作到1969年5月。1983年离休:45。

## 家人
- 夫人冯光晋：1920年生。山西孝义人，1938年开始在村里做抗日工作。从阎锡山的民族革命大学毕业后，参加了八路军的县抗日剧团。不久，听说延安有个中国女子大学，主动要求去延安学习。1942年中秋节，经总政组织部领导胡耀邦批准，潘振武与冯光晋结婚[1]:45。
- 长女潘延延[1]:45，1943年在延安出生。
  - 长女婿王光明
- 二女儿潘利利[1]:45
- 三女儿潘平平[1]:45
- 四女儿潘东齐[1]:45
- 五女儿潘南胜[1]:45
- 六女儿潘建军[1]:45
- 七女儿潘美娜[1]:45
- 八女儿潘丽娜[1]:45
- 九女儿潘园园，1956年出生[1]:45。